# Frederik Børsting
Frederik Børsting (13 de fevereiro de 1995) é um futebolista profissional dinamarquês que atua como meia, atualmente defende o AaB.

## Carreira
Frederik Børsting fez parte do elenco da Seleção Dinamarquesa de Futebol nas Olimpíadas de 2016.